# 勿来駅
勿来駅（なこそえき）は、福島県いわき市勿来町関田寺下（せきたてらした）にある、東日本旅客鉄道（JR東日本）常磐線の駅である。事務管コードは▲421129。

## 歴史
駅開業時の所在地は石城郡窪田村大字関田であったが、承応年間に磐城平藩二代目藩主である内藤忠興が定めて以来の勿来関跡を地域の顔にすべく、関田地区住民により駅名に勿来を付与することを関係者に要望したため当駅名が定められた。

### 年表
- 1897年（明治30年）2月25日：日本鉄道の駅として開業[2]。
- 1906年（明治39年）11月1日：日本鉄道が国有化され、官設鉄道の所属となる。[2]
- 1909年（明治42年）10月12日：線路名称の制定により、常磐線の所属となる。
- 1949年（昭和24年）6月1日：日本国有鉄道が発足。
- 1987年（昭和62年）4月1日：国鉄分割民営化により、東日本旅客鉄道・日本貨物鉄道の駅となる[2]。
- 2003年（平成15年）10月1日：貨物列車の設定を廃止。同時に専用線発着の車扱貨物の取り扱いを廃止。
- 2006年（平成18年）
  - 3月20日：みどりの窓口を廃止し、「もしもし券売機Kaeruくん」[新聞 1]を設置。
  - 4月1日：日本貨物鉄道の駅が廃止され、貨物の取り扱いが正式に終了[報道 1]。
- 2009年（平成21年）3月14日：東京近郊区間拡大に伴い、ICカード「Suica」の利用が可能となる[報道 2]。
- 2012年（平成24年）
  - 1月26日：「もしもし券売機Kaeruくん」の営業を終了[要出典]。
  - 1月27日：指定席券売機を導入[6]。
- 2013年（平成25年）3月18日：駅舎のリニューアルが工事竣工[新聞 2]。
- 2024年（令和6年）1月11日：簡易Suica改札機に変更。自動改札機を撤去。

## 駅構造
単式ホーム2面2線のホームを持つ地上駅になっている。木造駅舎を有する。互いのホームは跨線橋で連絡している。
JR東日本ステーションサービスが駅業務を受託するいわき統括センター（いわき駅）管理の業務委託駅である。指定席券売機と簡易Suica改札機が設置されている。
駅舎は2013年（平成25年）3月にリニューアルした。勿来の駅をイメージした入口に木目調のシートを貼ったアルミ柵を設置し、待合室を木目調のものとした。

### のりば
| 番線 | 路線    | 方向 | 行先                 |
| ---- | ------- | ---- | -------------------- |
| 1    | ■常磐線 | 上り | 日立・水戸・上野方面 |
| 2    | ■常磐線 | 下り | いわき・竜田方面     |

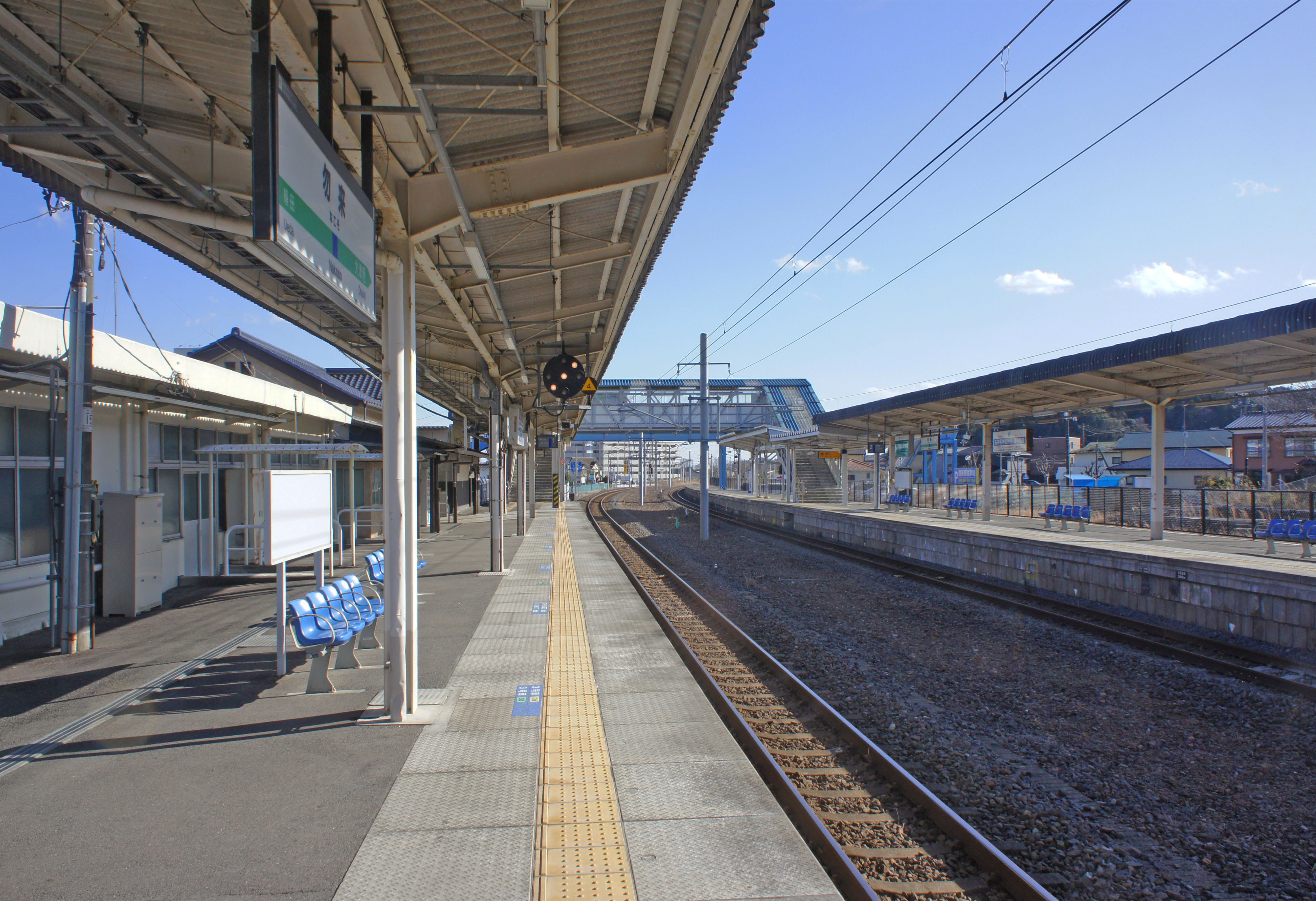
ホーム（2022年2月）

## 利用状況
JR東日本によると、2023年度（令和5年度）の1日平均乗車人員は678人である。
2000年度（平成12年度）以降の推移は以下のとおりである。
| 1日平均乗車人員推移 | 1日平均乗車人員推移 | 1日平均乗車人員推移 | 1日平均乗車人員推移 | 1日平均乗車人員推移 |
| 年度                | 定期外              | 定期                | 合計                | 出典                |
| ------------------- | ------------------- | ------------------- | ------------------- | ------------------- |
| 2000年（平成12年）  |                     |                     | 1,195               | [ 利用客数 2 ]      |
| 2001年（平成13年）  |                     |                     | 1,154               | [ 利用客数 3 ]      |
| 2002年（平成14年）  |                     |                     | 1,116               | [ 利用客数 4 ]      |
| 2003年（平成15年）  |                     |                     | 1,093               | [ 利用客数 5 ]      |
| 2004年（平成16年）  |                     |                     | 1,062               | [ 利用客数 6 ]      |
| 2005年（平成17年）  |                     |                     | 1,022               | [ 利用客数 7 ]      |
| 2006年（平成18年）  |                     |                     | 968                 | [ 利用客数 8 ]      |
| 2007年（平成19年）  |                     |                     | 936                 | [ 利用客数 9 ]      |
| 2008年（平成20年）  |                     |                     | 868                 | [ 利用客数 10 ]     |
| 2009年（平成21年）  |                     |                     | 816                 | [ 利用客数 11 ]     |
| 2010年（平成22年）  |                     |                     | 767                 | [ 利用客数 12 ]     |
| 2011年（平成23年）  |                     |                     | 806                 | [ 利用客数 13 ]     |
| 2012年（平成24年）  | 207                 | 566                 | 774                 | [ 利用客数 14 ]     |
| 2013年（平成25年）  | 214                 | 556                 | 770                 | [ 利用客数 15 ]     |
| 2014年（平成26年）  | 230                 | 542                 | 773                 | [ 利用客数 16 ]     |
| 2015年（平成27年）  | 289                 | 606                 | 895                 | [ 利用客数 17 ]     |
| 2016年（平成28年）  | 277                 | 584                 | 862                 | [ 利用客数 18 ]     |
| 2017年（平成29年）  | 282                 | 575                 | 857                 | [ 利用客数 19 ]     |
| 2018年（平成30年）  | 277                 | 555                 | 833                 | [ 利用客数 20 ]     |
| 2019年（令和元年）  | 262                 | 569                 | 832                 | [ 利用客数 21 ]     |
| 2020年（令和02年）  | 129                 | 501                 | 630                 | [ 利用客数 22 ]     |
| 2021年（令和03年）  | 137                 | 506                 | 644                 | [ 利用客数 23 ]     |
| 2022年（令和04年）  | 189                 | 475                 | 665                 | [ 利用客数 24 ]     |
| 2023年（令和05年）  | 219                 | 458                 | 678                 | [ 利用客数 1 ]      |

## 駅周辺

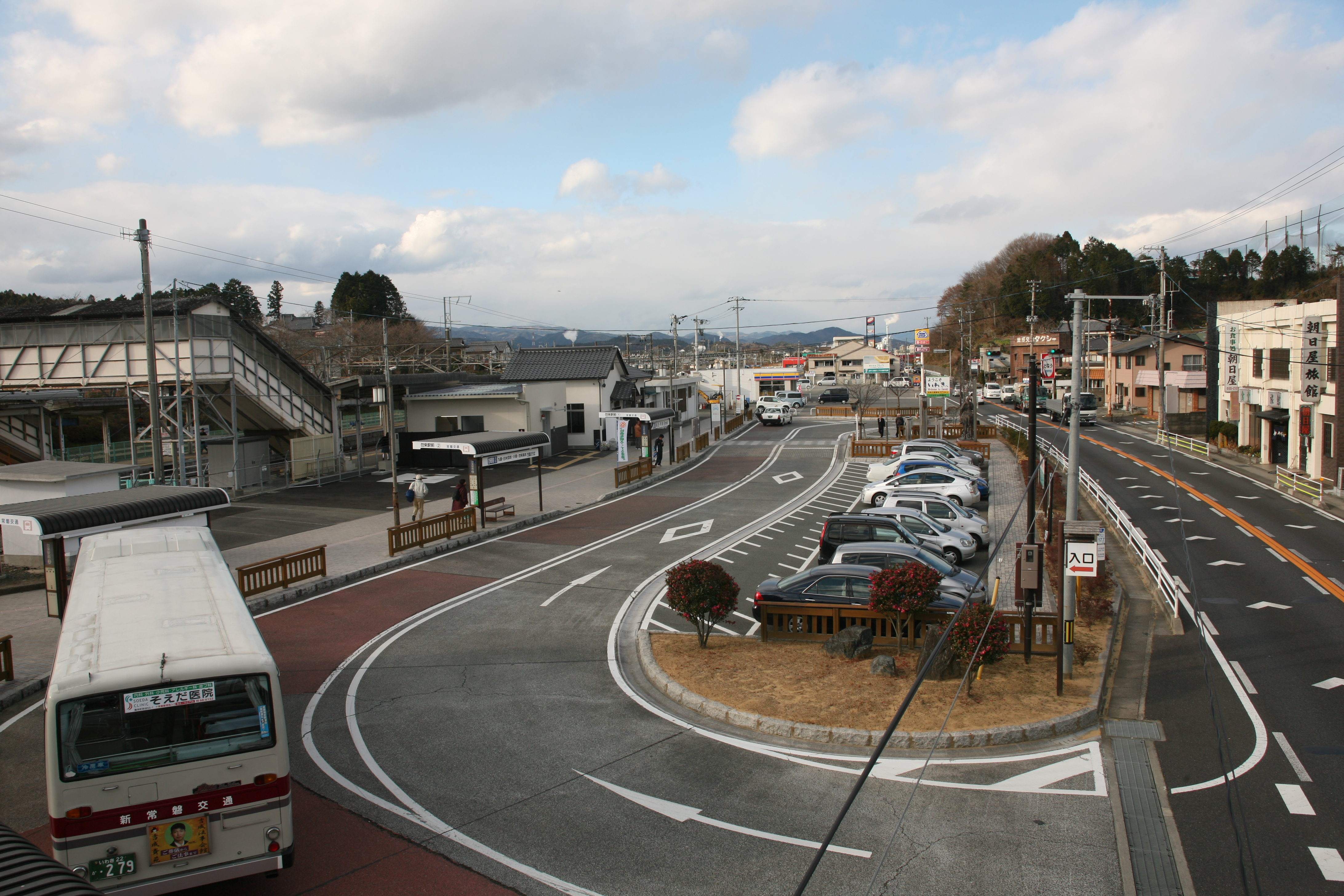
駅前

茨城県との県境に近い。隣の大津港駅は茨城県に位置する。駅前には勿来関にちなんで源義家像と歌碑がある。
- 勿来駅前郵便局
- いわき市立勿来第二中学校
- いわき市立勿来第二小学校
- 国道6号・常磐バイパス
- 福島県道56号常磐勿来線

### バス路線
新常磐交通が運行する路線バスが発着する。
1番のりば
- 早稲田
- 川部循環内回り（呉羽病院→植田駅）

2番のりば
- 勿来高校
- 川部循環外回り（白米→川部方面）

## その他
- 勿来関を思わせる白壁造りの駅舎を有するとして、2002年（平成14年）に東北の駅百選へと選定された。
- 難読駅として有名である。

## 隣の駅
東日本旅客鉄道（JR東日本）
■常磐線
- 特急「ひたち」一部停車駅

■普通
大津港駅 - 勿来駅 - 植田駅

### 記事本文

#### 報道発表資料
1. ↑  『貨物駅の廃止及び呼称の統一について』（PDF）（プレスリリース）日本貨物鉄道、2006年3月16日。オリジナルの2021年3月17日時点におけるアーカイブ。2021年3月17日閲覧。
2. ↑  『Suicaをご利用いただけるエリアが広がります。』（PDF）（プレスリリース）東日本旅客鉄道、2008年12月22日。オリジナルの2020年5月24日時点におけるアーカイブ。2020年5月25日閲覧。

#### 新聞記事
1. ↑  「みどりの窓口リストラ」『朝日新聞』朝日新聞社、2006年7月11日、夕刊、23面。
2. 1 2  交通新聞（2013年3月29日）

### 利用状況
1. 1 2  “各駅の乗車人員（2023年度）”.   東日本旅客鉄道. 2024年7月21日閲覧。
2. ↑  “各駅の乗車人員（2000年度）”.   東日本旅客鉄道. 2019年3月5日閲覧。
3. ↑  “各駅の乗車人員（2001年度）”.   東日本旅客鉄道. 2019年3月5日閲覧。
4. ↑  “各駅の乗車人員（2002年度）”.   東日本旅客鉄道. 2019年3月5日閲覧。
5. ↑  “各駅の乗車人員（2003年度）”.   東日本旅客鉄道. 2019年3月5日閲覧。
6. ↑  “各駅の乗車人員（2004年度）”.   東日本旅客鉄道. 2019年3月5日閲覧。
7. ↑  “各駅の乗車人員（2005年度）”.   東日本旅客鉄道. 2019年3月5日閲覧。
8. ↑  “各駅の乗車人員（2006年度）”.   東日本旅客鉄道. 2019年3月5日閲覧。
9. ↑  “各駅の乗車人員（2007年度）”.   東日本旅客鉄道. 2019年3月5日閲覧。
10. ↑  “各駅の乗車人員（2008年度）”.   東日本旅客鉄道. 2019年3月5日閲覧。
11. ↑  “各駅の乗車人員（2009年度）”.   東日本旅客鉄道. 2019年3月5日閲覧。
12. ↑  “各駅の乗車人員（2010年度）”.   東日本旅客鉄道. 2019年3月5日閲覧。
13. ↑  “各駅の乗車人員（2011年度）”.   東日本旅客鉄道. 2019年3月5日閲覧。
14. ↑  “各駅の乗車人員（2012年度）”.   東日本旅客鉄道. 2019年3月5日閲覧。
15. ↑  “各駅の乗車人員（2013年度）”.   東日本旅客鉄道. 2019年3月5日閲覧。
16. ↑  “各駅の乗車人員（2014年度）”.   東日本旅客鉄道. 2019年3月5日閲覧。
17. ↑  “各駅の乗車人員（2015年度）”.   東日本旅客鉄道. 2019年3月5日閲覧。
18. ↑  “各駅の乗車人員（2016年度）”.   東日本旅客鉄道. 2019年3月5日閲覧。
19. ↑  “各駅の乗車人員（2017年度）”.   東日本旅客鉄道. 2018年7月6日閲覧。
20. ↑  “各駅の乗車人員（2018年度）”.   東日本旅客鉄道. 2019年7月12日閲覧。
21. ↑  “各駅の乗車人員（2019年度）”.   東日本旅客鉄道. 2020年7月12日閲覧。
22. ↑  “各駅の乗車人員（2020年度）”.   東日本旅客鉄道. 2021年7月24日閲覧。
23. ↑  “各駅の乗車人員（2021年度）”.   東日本旅客鉄道. 2022年8月7日閲覧。
24. ↑  “各駅の乗車人員（2022年度）”.   東日本旅客鉄道. 2023年7月10日閲覧。